# Xiao Guodong
Xiao Guodong (Chongding, China, 10 februari 1989) (bijnaam X-Factor) is een professioneel snookerspeler. Zijn eerste rankingtitel behaalde hij in 2024 op de tweede editie van de Wuhan Open.

In 2013 bereikte hij de finale van de Shanghai Masters die hij verloor met 10-6 van Ding Junhui. Hij had onder meer Stephen Maguire, Mark Davis en Michael Holt verslagen. 
Guodong bereikte een halve finale bij de Australian Open 2014, kwartfinales bij de German Masters 2014 en 2018 en de World Open 2018 en bereikte de laatste 16 bij de China Open 2019, het International Championship 2014 en het UK Championship 2017. Zijn beste resultaat op het WK was ook in 2017 waar Guodong de laatste zestien bereikte. Hij evenaarde dat resultaat in 2025.

## Belangrijkste resultaten

### Rankingtitels
| #  | Seizoen     | Toernooi   | Verliezend finalist | Verliezend finalist | Score |
| -- | ----------- | ---------- | ------------------- | ------------------- | ----- |
| 1. | 2024 / 2025 | Wuhan Open | Si Jiahui           | CHN                 | 10-7  |

### Wereldkampioenschap
Hoofdtoernooi (laatste 32 of beter):
| #  | Seizoen     | Editie  | Prestatie  | Extra                              |
| -- | ----------- | ------- | ---------- | ---------------------------------- |
| 1. | 2013 / 2014 | WK 2014 | Laatste 32 | Verloor met 10-8 van Ali Carter    |
| 2. | 2016 / 2017 | WK 2017 | Laatste 16 | Verloor met 13-6 van Mark Selby    |
| 3. | 2017 / 2018 | WK 2018 | Laatste 32 | Verloor met 10-3 van Ding Junhui   |
| 4. | 2024 / 2025 | WK 2025 | Laatste 16 | Verloor met 13-12 van John Higgins |